# Floscopa yunnanensis
Floscopa yunnanensis là một loài thực vật có hoa trong họ Commelinaceae. Loài này được D.Y.Hong mô tả khoa học đầu tiên năm 1974.